# تومویاسو اساوکا
تومویاسو اساوکا (به انگلیسی: Tomoyasu Asaoka) بازیکن فوتبال اهل ژاپن و عضو تیم ملی فوتبال ژاپن است که در تاریخ ۱۲ آوریل ۱۹۸۷ میلادی اولین بازی ملی‌اش را انجام داد. او در ۸ بازی ملی حضور داشت و آخرین بازی ملی خود را در تاریخ ۵ مه ۱۹۸۹ میلادی انجام داد. تومویاسو اساوکا در بازی‌های ملی‌اش
گلی به ثمر نرساند.